# 9409 Kanpuzan
9409 Kanpuzan (1995 BG1) là một tiểu hành tinh vành đai chính được phát hiện ngày 25 tháng 1 năm 1995 bởi T. Seki ở Geisei.